# Jeunes filles en serre chaude
Jeunes filles en serre chaude (Chicas jóvenes en un invernadero) es una novela publicada en 1934 por Jeanne Galzy.

## Resumen
Las protagonistas son chicas jóvenes, estudiantes de la École normale supérieure de Sèvres. La escuela, de la que la propia Galzy fue alumna, formaba a chicas para que se convirtieran en profesoras de secundaria. Los acontecimientos descritos en el libro tienen como contexto el 50 aniversario de la apertura de la educación secundaria a las niñas. Es uno de los muchos textos de esta época dedicados a las experiencias escolares o universitarias vividas por sus autoras.

## Temática
Tras L'Initiatrice aux mains vides (1929) y Les Démons de la solitude (1931), ésta es la tercera novela de Jeanne Galzy que explora el lesbianismo. El amor entre generaciones (entre una profesora, Gladys Benz, y una estudiante, Isabelle, contado desde el punto de vista de Isabelle) es también una reflexión sobre la propia experiencia de Galzy. La escuela tenía fama de ser un caldo de cultivo para las relaciones homosexuales y ya había sido objeto de una novela que exploraba el deseo homosexual, Les Sévriennes (1900) de Gabrielle Réval.

## Recepción
Como la mayoría de las novelas de Galzy, Jeunes filles en serre chaude ya no se lee, aunque llamó la atención en el momento de su publicación. Un crítico señaló que son las alumnas de la École de Sèvres cuyos cerebros sobrecargados provocan a veces peligrosas aberraciones. Una nota de The Modern Language Journal señalaba que se describen con realismo reacciones emocionales triviales pero intensamente humanas y el New International Year Book de 1935, que las estudiantes descritas en la novela tienen una fuerte reacción emocional de naturaleza indeseable. Pasajes de la novela aparecen en una antología de literatura erótica femenina(1985).